# Graf spójny
Graf spójny – graf, w którym każdą parę wierzchołków łączy pewna ścieżka. Graf nieposiadający powyższej własności to graf niespójny.
Warunkiem koniecznym, by graf skierowany był spójny, jest spójność jego grafu podstawowego (tego samego grafu bez kierunków na krawędziach).

## Spójne składowe
Maksymalny, w sensie inkluzji, spójny podgraf grafu nazywa się spójną składową. Liczba spójnych składowych grafu G oznacza się przez {\displaystyle \omega (G).}
Inaczej, spójną składową grafu G jest jego spójny podgraf nie zawarty w większym podgrafie spójnym grafu G.
Nieformalnie, spójna składowa grafu jest to taki podgraf, który można ‘wydzielić’ z całego grafu bez usuwania krawędzi. Graf spójny ma jedną spójna składową. Dla przykładu, w lesie spójnymi składowymi są drzewa. Spójna składowa to fragment grafu, który nie jest połączony z innym fragmentem.
{\displaystyle 1\leqslant \omega (G)\leqslant |G(V)|}
- {\displaystyle \omega (G)=1} oznacza, że graf G jest spójny,
- {\displaystyle \omega (G)=|G(V)|} oznacza, że G składa się z {\displaystyle |G(V)|} izolowanych wierzchołków.

Wierzchołek v nazywa się rozspajającym graf G (przegubem lub punktem artykulacji w grafie G), jeżeli usunięcie v z G (wraz z przyległymi do niego krawędziami) powoduje zwiększenie {\displaystyle \omega (G)} (czyli jeśli po usunięciu v wraz z przyległymi do niego krawędziami, graf G ma więcej składowych niż wcześniej).

## Przykład
Graf ten jest spójny, więc zgodnie z definicją ma jedną spójną składową.
Po usunięciu krawędzi 2-3 i 4-5 graf ten nie jest już spójny, składa się wtedy z dwóch oddzielnych zbiorów wierzchołków:
{\displaystyle V_{1}=\{1,2,5\}}
{\displaystyle V_{2}=\{3,4,6\}}
Każdy z tych zbiorów jest spójną składową grafu, a więc łącznie cały graf posiada dwie spójne składowe – {\displaystyle \omega (G)=2.}